# Liste der österreichischen Botschafter in Deutschland
Diese Liste der österreichischen Botschafter in Deutschland enthält diejenigen österreichischen Diplomaten in Botschafterfunktion in Deutschland in der Zeit von 1815 bis heute.
In der letzten Phase des Heiligen Römischen Reichs (bis 1806) stellte Österreich eine Gesandtschaft (1662 bis 1806) beim Immerwährenden Reichstag in Regensburg. Nach dem Rheinbund (1806–1813), und dem Wiener Kongress (1815) folgte dieser eine Gesandtschaft beim Deutschen Bund (1815–1866), in dem sich 35 souveräne Fürsten und vier freie Städte zusammengeschlossen hatten.
Von 1815 bis 1866 entsandte Österreich diplomatische Vertreter an den Bundestag des Deutschen Bundes in Frankfurt am Main, ab 1871 an den kaiserlichen Hof des Deutschen Reichs in Berlin.
Daneben bestanden einige der ab dem 16. Jahrhundert gegründeten habsburgischen Gesandtschaften bei einzelnen deutschen Ländern bis in die 1920er Jahre fort.

## Missionschefs

### Österreichische Gesandte beim Deutschen Bund
Da das Kaisertum Österreich ein Mitgliedstaat des Deutschen Bunds, war es nicht im Sinne eines ausländischen Staates vertreten. So wie die anderen Mitglieder entsandte Österreich einen Vertreter in den Bundestag. Laut Bundesakte hatte der österreichische Vertreter den Vorsitz im Bundestag und führte die Geschäfte. Österreich hieß daher die „Präsidialmacht“. In der Praxis war das eher ein Ehrentitel.
Parallel zum Vertreter im Bundestag bestand in Frankfurt auch zeitweilig eine Österreichische Gesandtschaft bei der Freien Stadt Frankfurt.
| Ernennung | Akkreditierung | Name                                   | Bemerkungen | ernannt während der Regierung von | akkreditiert während der Regierung | Abberufung    |
| --------- | -------------- | -------------------------------------- | ----------- | --------------------------------- | ---------------------------------- | ------------- |
|           | 5. Okt. 1815   | Franz Joseph von Albini                | (1748–1816) |                                   | Bundestag (Deutscher Bund)         | 16. Dez. 1815 |
|           | 16. Dez. 1815  | Johann Rudolf von Buol-Schauenstein    | (1763–1834) |                                   | Bundestag (Deutscher Bund)         | 24. Feb. 1823 |
|           | 24. Feb. 1823  | Joachim Eduard von Münch-Bellinghausen | (1786–1866) |                                   | Bundestag (Deutscher Bund)         | 12. März 1848 |
|           | 12. März 1848  | Franz von Colloredo-Wallsee            | (1799–1859) |                                   | Bundestag (Deutscher Bund)         | 14. Mai 1848  |
|           | 14. Mai 1848   | Anton von Schmerling                   | (1805–1893) |                                   | Bundestag (Deutscher Bund)         | 12. Juli 1848 |
|           | Sep. 1848      | Karl Ludwig von Bruck                  |             |                                   | Provisorische Zentralgewalt        | 1. Okt. 1848  |
|           | 29. Apr. 1850  | Friedrich von Thun und Hohenstein      | (1810–1881) |                                   | Bundestag (Deutscher Bund)         | 1. Nov. 1852  |
|           | 2. Jan. 1853   | Anton Prokesch von Osten               | (1795–1876) |                                   | Bundestag (Deutscher Bund)         | 12. Okt. 1855 |
|           | 12. Okt. 1855  | Bernhard von Rechberg                  | (1806–1899) |                                   | Bundestag (Deutscher Bund)         | 4. Mai 1859   |
|           | 23. Mai 1859   | Alois Kübeck von Kübau                 | (1818–1873) |                                   | Bundestag (Deutscher Bund)         | 24. Aug. 1866 |

### Österreichische Botschafter im Deutschen Reich
Österreich-ungarische Botschafter (bis 1918) und Gesandte der Ersten Republik Österreich (ab 1919) bei der Regierung des Deutschen Kaiserreichs (bis 1918), der Weimarer Republik (ab 1919) und dem nationalsozialistischen Deutschland (ab 1933).
| Ernennung | Akkreditierung | Name                                   | Bemerkungen                 | ernannt während der Regierung von | akkreditiert während der Regierung | Abberufung    |
| --------- | -------------- | -------------------------------------- | --------------------------- | --------------------------------- | ---------------------------------- | ------------- |
|           | 10. Dez. 1871  | Alajos Károlyi                         | Botschafter                 | Franz Joseph I.                   | Wilhelm I.                         | 3. Nov. 1878  |
|           | 27. Dez. 1878  | Emmerich Széchényi                     | Botschafter                 | Franz Joseph I.                   | Wilhelm I.                         | 10. Okt. 1892 |
|           | 24. Okt. 1892  | Ladislaus von Szögyény-Marich          | Botschafter                 | Franz Joseph I.                   | Wilhelm I.                         | 4. Aug. 1914  |
|           | 4. Aug. 1914   | Gottfried zu Hohenlohe-Schillingsfürst | Botschafter                 | Franz Joseph I.                   | Wilhelm II.                        | 11. Nov. 1918 |
|           | 25. Nov. 1918  | Ludwig Moritz Hartmann                 | Gesandter (1865–1924)       | Karl Renner                       | Rat der Volksbeauftragten          | 1. Nov. 1920  |
|           | 2. Juli 1921   | Richard Riedl                          | Gesandter (1865–1944)       | Michael Mayr                      | Constantin Fehrenbach              | 30. Juni 1925 |
|           | 29. Juni 1925  | Felix Frank                            | Gesandter (1876–1943)       | Rudolf Ramek                      | Hans Luther                        | 30. Nov. 1932 |
|           | 30. Nov. 1932  | Josef Meindl                           | Geschäftsträger (1876–1934) | Karl Buresch                      | Kabinett Papen                     | 11. März 1933 |
|           | 23. März 1933  | Stephan Tauschitz                      | (1876–1970)                 | Engelbert Dollfuß                 | Kabinett Hitler                    | 13. März 1938 |

### Österreichische Botschafter in der Bundesrepublik Deutschland

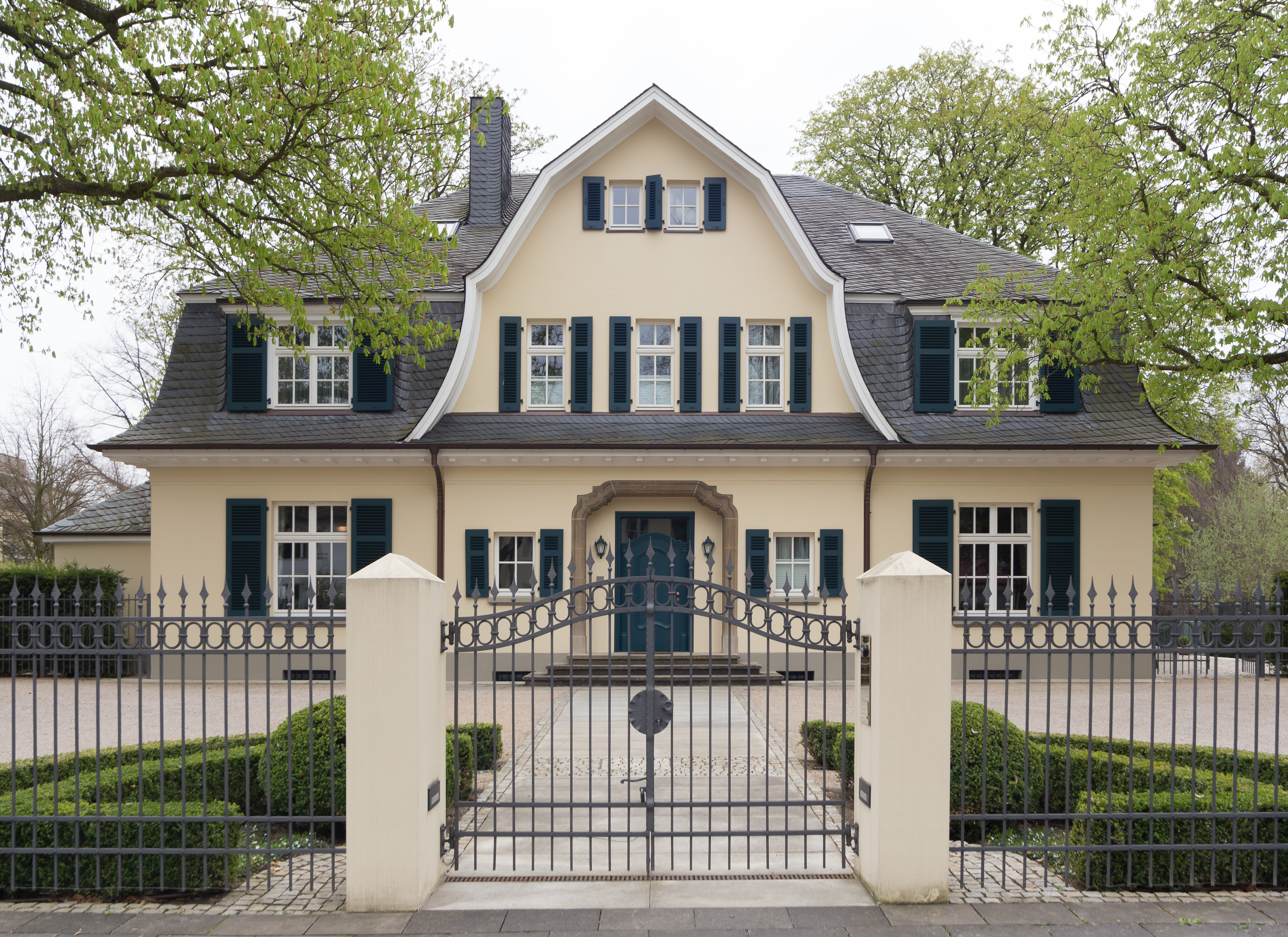
Die in den 1920ern erbaute Villa Friedrich-Wilhelm-Straße 14 im Bonner Ortsteil Gronau diente von 1955 bis 1999 als Residenz des Österreichischen Botschafters in Deutschland.

Botschafter der Zweiten Republik in der Bundesrepublik Deutschland, ab 1950 in Bonn, seit 1999 in Berlin.
| Ernennung     | Akkreditierung | Name               | Bemerkungen                              | ernannt während der Regierung von | akkreditiert während der Regierung | Abberufung    |
| ------------- | -------------- | ------------------ | ---------------------------------------- | --------------------------------- | ---------------------------------- | ------------- |
| 1. Juni 1950  | 25. Mai 1950   | Josef Schöner      | (1904–1978) Leiter der Verbindungsstelle | Leopold Figl                      | Kabinett Adenauer I                | 28. Juni 1953 |
| 6. Juli 1953  | 14. Sep. 1953  | Heinrich Schmid    | (1888–1968) Leiter der Verbindungsstelle | Julius Raab                       | Kabinett Adenauer I                | 10. März 1954 |
| 15. März 1954 | 31. März 1954  | Adrian Rotter      | (1897–1967) LtrVS                        | Julius Raab                       | Kabinett Adenauer II               | 10. März 1955 |
| 29. Nov. 1955 | 6. Jan. 1956   | Adrian Rotter      | (1897–1967) Botschafter                  | Julius Raab                       | Kabinett Adenauer II               | 22. März 1958 |
| 1. Apr. 1958  | 18. Apr. 1958  | Josef Schöner      | (1904–1978)                              | Julius Raab                       | Kabinett Adenauer III              | 31. Jan. 1966 |
| 7. Feb. 1966  | 17. Feb. 1966  | Karl Gruber        | (1909–1995)                              | Josef Klaus                       | Kabinett Erhard II                 | 1. Mai 1966   |
| 20. Juli 1966 | 29. Juli 1966  | Rudolf Ender       | (1911–2002)                              | Josef Klaus                       | Kabinett Erhard II                 | 29. Juli 1970 |
| 30. Nov. 1970 | 15. Dez. 1970  | Willfried Gredler  | (1916–1994)                              | Bruno Kreisky                     | Kabinett Brandt I                  | 20. Dez. 1977 |
| 21. Nov. 1977 | 6. Jan. 1978   | Franz Pein         | * 1924                                   | Bruno Kreisky                     | Kabinett Schmidt II                | 25. Juli 1983 |
| 17. Aug. 1983 | 30. Aug. 1983  | Willibald Pahr     | * 1930                                   | Fred Sinowatz                     | Kabinett Kohl II                   | 31. Dez. 1991 |
| 22. Jan. 1986 | 30. Jan. 1986  | Friedrich Bauer    | * 1938                                   | Fred Sinowatz                     | Kabinett Kohl II                   | 5. Okt. 1990  |
| 9. Okt. 1990  | 10. Okt. 1990  | Herbert Grubmayr   | * 1929                                   | Franz Vranitzky                   | Kabinett Kohl III                  | 23. Jan. 1993 |
| 28. Jan. 1993 | 3. Feb. 1993   | Fritz Hoess        | (1932–2007)                              | Franz Vranitzky                   | Kabinett Kohl IV                   | 26. Dez. 1997 |
| 9. Jan. 1998  | 16. Feb. 1998  | Markus Lutterotti  | * 1941; Dienststelle Bonn                | Viktor Klima                      | Kabinett Kohl V                    | 12. Aug. 1999 |
|               | 13. Aug. 1999  | Markus Lutterotti  | Berlin                                   | Viktor Klima                      | Kabinett Schröder I                | 16. Nov. 2002 |
|               | 2003           | Christian Prosl    | * 1946                                   | Wolfgang Schüssel                 | Kabinett Schröder II               | 2009          |
|               | 12. Dez. 2009  | Ralph Scheide      | * 1951                                   | Werner Faymann                    | Kabinett Merkel I                  | 2015          |
| Jan. 2015     | 17. Feb. 2015  | Nikolaus Marschik  | * 1971                                   | Werner Faymann                    | Kabinett Merkel II                 | 2017          |
| Sep. 2017     | 15. Dez. 2017  | Peter Huber        | * 1967                                   | Christian Kern                    | Kabinett Merkel III                | 2022          |
| Apr. 2022     | 21. Juni 2022  | Michael Linhart    | * 1958                                   | Karl Nehammer                     | Kabinett Scholz                    | 2025          |
| März 2025     | 24. März 2025  | Alexander Marschik | *                                        | Christian Stocker                 | Kabinett Scholz                    |               |